# 和政公主 (唐朝)
和政公主（729年—764年7月28日），本名不詳，唐肅宗次女，母吳氏。

## 生平
和政公主出生时，父亲李亨为忠王，母亲吴氏是他的妾室，同母兄长李豫即唐代宗。公主三岁時，母親吴氏逝世，由父亲的另一位妾室韦氏撫養。公主长大后聪明漂亮，多才多艺，很得父亲李亨喜欢。她個性敏惠，對抚养她并成为她嫡母的韋氏很孝順。天宝九载（750年）春三月既望，封和政郡主（《和政公主神道碑》称“封和政公主”，按唐制，太子之女受封應是郡主品級），郡主下嫁太子洗马柳潭，兩人生下五子三女。
安史之亂時，安禄山攻陷京师長安。祖父唐玄宗出逃。郡主的一位异母姐姐（即宁国公主）新寡，她就拋弃自己三個兒子，夺去丈夫的马去载姐姐，夫婦二人徒步行走，日走百里，柳潭親自打水砍柴，郡主親自做飯，事奉姐姐。初，柳潭兄長柳澄之妻秦國夫人是杨贵妃的姐姐。杨氏家族势幸倾朝，郡主未尝利用這種關係謀取私利。柳澄夫婦死後，郡主撫養他們的兒子如親生子。
天宝十四年（755年）秋八月，祖父唐玄宗至蜀後，沿用旧邑的名字册封她为和政公主，柳潭亦升為驸马都尉。广德二年（764年），吐蕃入寇，公主刚生完孩子，不顾柳潭坚决反对，坚持入内殿和代宗谈备边之计，第二天就去世了，年三十六。

## 家庭

### 父母
- 唐肃宗李适。
- 章敬吴太后。

### 丈夫
- 柳潭，太子洗马。

### 儿子
- 柳晟，曾任试太常少卿赐紫金鱼袋、将作少监。
- 柳晕，曾任鸿胪少卿、邕王傅。
- 柳杲，曾任试秘书丞赐紫金鱼袋、秘书少监，尚唐代宗女义清公主。
- 柳昱，银青光禄大夫、行殿中少监，尚唐德宗第五女宜都公主。
- 柳〇，幼子，可能早夭。

### 女儿
- 柳氏，河东郡太夫人，嫁宗正鸿胪二卿、桂州观察使兼御史中丞、赠尚书左仆射李杆。子李从易，银青光禄大夫、广州刺史兼御史大夫、岭南节度观察处置等使、上柱国、袭魏郡开国公、食邑二千户、赠工部尚书。
- 柳氏。
- 柳氏。